# Honoré Verhaest
Honoré Charles Edouard Verhaest, né le 16 janvier 1891 à Moorslede et mort le 10 avril 1963 à Gand, est un homme politique et industriel belge, membre du CVP.
Il est élu conseiller communal (1938-) et échevin (1946-1952 et 1959) de Gand, sénateur de l'arrondissement de Gand-Eeklo (1954-1963).

## Sources
- Bio sur ODIS